# Liste de minéraux (lettre F)
Pour un article plus général, voir Liste de minéraux
- Fabianite
- Fahéyite
- Fahléite
- Fairbankite
- Fairchildite
- Fairfieldite (dans le Wiktionnaire)
- Falcondoïte
- Famatinite
- Fangite
- Farringtonite
- Fassaïte (variété d'augite)
- Faujasite (nom générique qui recouvre 3 espèces)
  - Faujasite-Ca
  - Faujasite-Mg
  - Faujasite-Na
- Faustite
- Fayalite
- Fédorite
- Fédorovskite
- Fédotovite
- Feinglosite
- Feitknechtite
- Féklichévite (du nom du minéralogiste russe V. G. Feklichev)
- Felbertalite
- Felsöbányaïte
- Femaghastingsite (variété d'hastingsite)
- Fenaksite
- Fencoopérite
- Fer
- Ferbérite
- Ferchromide
- Fergusonite-beta-(Ce)
- Fergusonite-beta-(Nd)
- Fergusonite-beta-(Y)
- Fergusonite-(Ce)
- Fergusonite-(Nd)
- Fergusonite-(Y)
- Fermorite
- Fernandinite
- Feroxyhyte
- Ferrarisite
- Ferrazite
- Ferriallanite-(Ce)
- Ferricopiapite
- Ferriérite-K
- Ferriérite-Mg
- Ferriérite-Na
- Ferrihydrite
- Ferrilotharmeyérite
- Ferrimolybdite
- Ferrinatrite
- Ferripyrophyllite
- Ferrisicklérite
- Ferristrunzite
- Ferrisurite
- Ferrisymplésite
- Ferritungstite (utilisation dans la métallurgie du tungstène)
- Ferro-actinote (Ca2FeII5Si8O22(OH)2)
- Ferroalluaudite
- Ferro-aluminocéladonite (K2FeII2Al2Si8O20(OH)4 nommée d'après le français céladon pour sa couleur verte comme la mer)
- Ferro-axinite
- Ferrobarroisite (de barroisite, nommée en l'honneur de Charles Barrois)
- Ferrobustamite
- Ferrocarpholite
- Ferrocéladonite
- Ferrocolumbite
- Ferrogédrite
- Ferroglaucophane
- Ferrohexahydrite
- Ferrohögbomite-2N2S
- Ferroholmquistite
- Ferrohornblende
- Ferrokaersutite
- Ferrokentbrooksite
- Ferrokëstérite
- Ferrokinoshitalite
- Ferronickelplatine
- Ferronigérite-2N1S
- Ferronigérite-6N6S
- Ferronordite-(Ce)
- Ferronordite-(La)
- Ferropargasite
- Ferropyrosmalite
- Ferrorhodsite
- Ferrorichtérite
- Ferrosélite
- Ferrosilite
- Ferroskuttérudite
- Ferrostrunzite
- Ferrotantalite
- Ferrotapiolite
- Ferrotitanowodginite
- Ferrotschermakite
- Ferrotychite
- Ferrowodginite
- Ferrowylliéite
- Ferruccite
- Fersmanite
- Fersmite
- Feruvite
- Fervanite
- Fetiasite
- Fettélite
- Fianélite
- Fibroferrite
- Fichtélite
- Fiedlérite
- Filipstadite
- Fillowite
- Fingérite
- Finnemanite
- Fischessérite
- Fizélyite (Ag5Pb14Sb21S48 sulfosel, de couleur gris sombre ; découverte dans la région des Maramures, Roumanie)
- Flagstaffite
- Fleischérite
- Fletchérite
- Flinkite
- Florencite-(Ce)
- Florencite-(La)
- Florencite-(Nd)
- Florenskyite
- Florensovite
- Fluckite
- Fluellite (phosphate, de couleur blanche ou jaune ; découverte en 1834 à Saint-Austell, Cornouailles, Angleterre)
- Fluoborite
- Fluocérite-(Ce)
- Fluocérite-(La)
- Fluorapatite
- Fluorapophyllite
- Fluorcaphite ((Ca,Sr,Ce,Na)5(PO4)3F ; phosphate ; nommée d'après sa composition ; découverte au mont Koashava, Mourmansk, Russie)
- Fluorellestadite
- Fluorite
- Fluorocannilloïte (amphibole, de couleur gris-vert ; découverte à Länsi-Suomen (Finlande))
- Fluoro-édénite
- Fluoro-liddicoatite
- Fluoro-magnésio-arfvédsonite
- Fluorthalénite-(Y)
- Fluor-uvite
- Foggite
- Foitite
- Fontanite
- Foordite
- Formanite-(Y)
- Formicaïte
- Fornacite
- Forstérite
- Foshagite
- Foshallasite
- Fourmariérite
- Fraipontite
- Francevillite
- Franciscanite
- Francisite
- Franckéite ((Pb,Sn)6FeIISn2Sb2S14)
- Francoanellite
- Françoisite-(Nd)
- Franconite
- Frankaménite
- Frankdicksonite
- Frankhawthornéite
- Franklinfurnacéite
- Franklinite ((Zn,MnII,FeII)(FeIII,MnIII)2O4)
- Franklinphilite
- Fransolétite
- Franzinite
- Fréboldite
- Frédrikssonite
- Freedite
- Freibergite ((Ag,Cu,Fe)12(Sb,As)4S13)
- Freieslébénite
- Fresnoïte
- Freudenbergite
- Friedélite
- Friedrichite
- Fritzschéite
- Frohbergite
- Frolovite
- Frondélite
- Froodite
- Fuenzalidaïte
- Fukalite
- Fukuchilite
- Fülöppite (Pb3Sb8S15 sulfosel, de couleur gris sombre ; minéral rare, découvert dans la région des Maramures (Roumanie) et nommé d'après le docteur hongrois Béla Fülöpp)
- Furongite
- Furutobéite